# Pap Henrik
Pap Henrik, sóvári és oroszfalvi (Kassa, 1864. június 28. – Budapest, 1910. július 4.) festőművész, grafikus.

## Életpályája
Pap István pénzügyminisztériumi számvizsgáló és iglói Szontagh Paulin fia. Alsóbb iskoláit Budapesten végezte, majd 1882-ben a müncheni képzőművészeti akadémián Ludwig Löfftz tanítványa lett. A festés mellett ekkor a rézkarcolás technikáját is elsajátította. 1889-ben hazatért, és a következő évtől művészeti tanulmányait Benczúr Gyula mesteriskolájában folytatta. Hamarosan elismert festővé vált, hazai és külföldi kiállításokon számos díjat nyert. 1897-ben az Országos Magyar Iparművészeti Iskolában az alakrajz tanárává, később az intézmény aligazgatójává nevezték ki. Tanítványa volt többek között Bánk Ernő, Diener Dénes Rudolf, Konrád Ignác, Uitz Béla és Vass Elemér. Tagja volt az Országos Magyar Képzőművészeti Társulatnak és a Magyar Iparművészeti Társulatnak is. Negyvenhatodik életévének betöltése után néhány nappal – a feltételezések szerint egy idegroham hatására – a Dunába vetette magát és meghalt.

## Művészi pályája

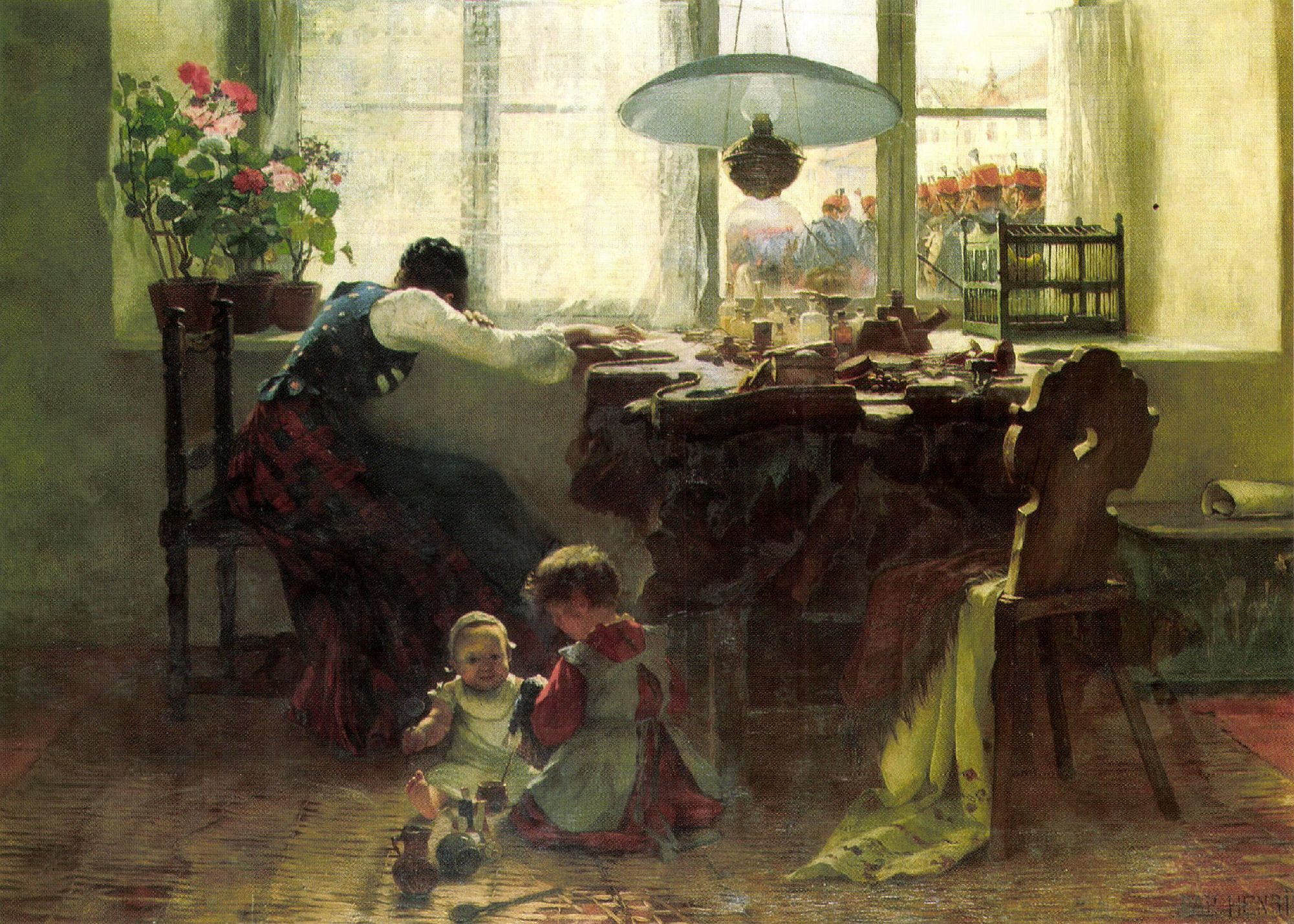
Pap Henrik 1878-ból című festménye (huszárok vonulása Boszniába)

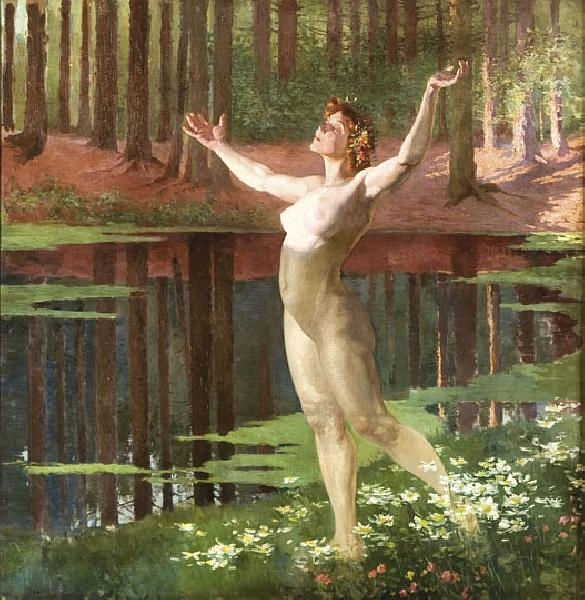
Pap Henrik : A tavasz ébredése

Már akadémiai hallgatóként, 1884-ben rajzaival elnyerte a müncheni állami kis ezüstérmet. Ugyanebben az évben rézkarcaival szerepelt először a Műcsarnok kiállításán. 1886-tól rendszeresen szerepelt a hazai és többször a külföldi kiállításokon. Nevét a Benczúr-iskola stílusában festett novellisztikus életképei tették ismertté. Október elseje és a Melyik itt a Lizi kisasszony? című képeit a királyi család vásárolta meg, ez nevét országosan ismertté tette. 1893-ban az 1878-ból című festményével elnyerte az Országos Magyar Képzőművészeti Társulat III. (2000 koronás) díját. Ugyanerre a festményre megkapta a társulati Műalap I. (500 forintos) díját is. 1894-ben az Üres a bölcső című képére Bécsben kis állami aranyérmet, Antwerpenben II. díjat kapott. A festészet mellett grafikusként is tevékenykedett. Az 1891-iki budapesti legyező-kiállításon a Műbarátok Köre III. díjjal tüntette ki Lepkét fogó faunok című legyezőlapját. Rézkarcai elsősorban ismert festmények másolatai.
Hagyatékát a szintén 1910-ben elhunyt Bruck Lajos és Mihalik Dániel anyagával együtt, 1911-ben mutatták be a Műcsarnokban. Önálló hagyatéki kiállítását 1917-ben rendezte meg a Nemzeti Szalon. Több festményét és rézkarcát a Magyar Nemzeti Galéria őrzi.

### Főbb művei
- Olajfestmények:
  - Október elseje (1890)
  - Melyik itt a Lizi kisasszony? (1891)
  - Üres bölcső (1893)
  - 1878-ból (1893)
  - Boszniába (1895)
  - Nógrád vára kulcsainak átadása 1600-ban (1897)
  - 1848-ból (1903)
- Rézkarcok:
  - Az elítélt (Baditz Ottó festménye, 1887)
  - Víg társaság (Vágó Pál festménye, 1890)
  - Tisza Kálmán portréja (Benczúr Gyula festménye)

## Külső hivatkozások
- Pap Henrik (Művészet, 1910, 8. szám)
- Pap Henrik életrajza a Magyar Hegy- és Sportmászó Szövetség honlapján
- Lengyel Géza: Hagyatékok (Írás Bruck Lajos, Mihalik Dániel és Pap Henrik hagyatéki kiállításáról, Nyugat, 1911, 21. szám)